# 2020년 하계 올림픽 육상 남자 마라톤
2020년 하계 올림픽 육상 남자 마라톤은 2020년 하계 올림픽의 마라톤 경기로, 2021년 8월 8일 일본 삿포로시에서 열렸다.
2016년 하계 올림픽에서 금메달을 기록한 케냐의 엘리우드 킵초게가 2시간 8분 38초로 우승, 올림픽 2연패를 달성하였다. 뒤를 이어 네덜란드의 아브비 나게예가 2시간 09분 58초로 은메달, 벨기에의 바시르 아브디(Bashir Abdi, 벨기에)가 2시간 10분 00초의 기록으로 동메달을 차지하였다.
삿포로의 8월 평균 기온이 도쿄보다 다소 낮기 때문에 2019년 국제 올림픽 위원회(IOC)는 삿포로로 경기 장소로 옮겨서 경기를 진행키로 하였다. 경기 당일인 8월 8일 출발 당시 삿포로의 오전 7시 기온은 섭씨 26.0 도씨였다.
메달리스트에 대한 시상식은 2020년 하계 올림픽 폐막식 행사 중 치러졌다. 이번 올림픽에서는 처음으로 여자 부문 시상식도 치러져, 여자 마라톤 부문 금메달리스트인 케냐의 페레스 제프치르치르 등에 대한 시상식이 진행된 이후, 남자 마라톤 부문 시상식이 진행되었다. 이에 따라 도쿄 올림픽 스타디움에는 케냐의 국가가 두 차례 울려퍼졌다.

## 일정
마라톤 경기는 2021년 8월 8일 화요일 오전 7:00시(일본 표준시, JST)에 삿포로시에서 열렸다.

## 코스와 대회 형식
삿포로시 오도리 공원을 두 바퀴 도는 42.195km의 코스, 단일레이스로 진행되었다. 코스는 시내를 통과하는 큰 루프 형태(전체 길이의 절반가량)로, 나카지마 공원과 삿포로 TV타워, 홋카이도 대학을 지난다. 이후 도요히라강 서쪽에서 동쪽으로 건너 반시계 방향으로 돌아서 다시 서쪽편으로 건너오고, 이후 안쪽의 작은 루프 형태의 코스를 두 번 돌아 오도리 공원의 결승선을 통과하는 것으로 구성되었다.

## 이전 기록
이번 마라톤 경기 이전의 세계 기록과 올림픽 기록은 각각 다음과 같다.
| 구분            | 선수            | 국적 | 기록    | 장소                  | 날짜            |
| --------------- | --------------- | ---- | ------- | --------------------- | --------------- |
| 세계 기록(WR)   | 엘리우드 킵초게 | 케냐 | 2:01:39 | 독일 베를린           | 2018년 9월 16일 |
| 올림픽 기록(OR) | 새뮤얼 완지루   | 케냐 | 2:06:32 | 중화인민공화국 베이징 | 2008년 8월 24일 |

## 결과
| # | 이름            | 국적/지역 | 시간    | 1위 기록 대비 | 비고               |
| - | --------------- | --------- | ------- | ------------- | ------------------ |
| 1 | 엘리우드 킵초게 | 케냐      | 2:08:38 |               | 금                 |
| 2 | 아브비 나게예   | 네덜란드  | 2:09:58 | +1:20         | 은, 시즌 최고 기록 |
| 3 | 바시르 아브디   | 벨기에    | 2:10:00 | +1:22         | 동, 시즌 최고 기록 |